# Griend
Griend – bezludna wyspa w Holandii położona na Morzu Wattowym. Administracyjnie znajduje się w gminie Terschelling. Należy do zachodniej części archipelagu Wysp Fryzyjskich.

## Historia
Griend była zamieszkana w średniowieczu. Znajdowała się tutaj osada otoczona murem oraz klasztor. W wyniku ciągłej erozji wybrzeża wyspa stawała się coraz mniejsza. W 1287 roku osada została zniszczona w wyniku powodzi św. Łucji. Od ok. 1800 roku wyspa jest niezamieszkana. W 1990 roku na północnym wybrzeżu wybudowano groblę w celu spowolnienia erozji.

## Fauna
Wyspa jest lęgowiskiem dla rybitwy czubatej oraz rzecznej, edredona zwyczajnego, ohara, ostrygojada zwyczajnego i krwawodzioba.